# Ravne pri Mlinšah
Ravne pri Mlinšah – wieś w Słowenii, w gminie Zagorje ob Savi. W 2018 roku liczyła 61 mieszkańców.